# Dasyhelea apiculata
Dasyhelea apiculata är en tvåvingeart som beskrevs av Yu, Chen och Yan 2006. Dasyhelea apiculata ingår i släktet Dasyhelea och familjen svidknott. Inga underarter finns listade i Catalogue of Life.